# Louis Foster

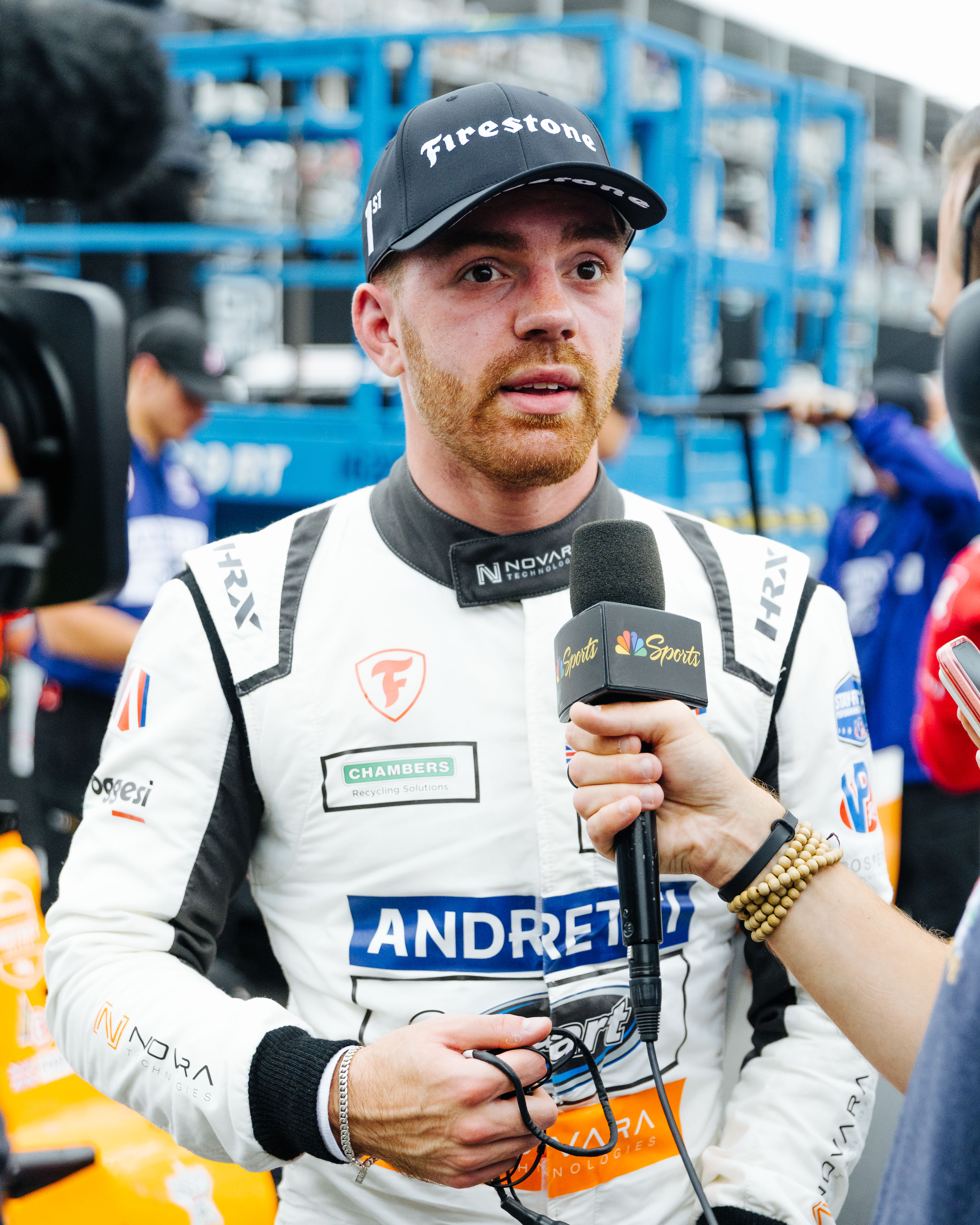
Louis Foster bei der Indy NXT in Detroit 2024.

Louis Foster (* 27. Juli 2003 in Odiham, Hampshire) ist ein britischer Automobilrennfahrer.

## Karriere
Foster begann seine Karriere klassisch mit dem Kartsport im Alter von neun Jahren.
Weiters fuhr er in der Ginetta-Juniorenmeisterschaft und anschließend in der Britischen Formel-4-Meisterschaft, wo er 2019 den dritten Gesamtrang erreichte. Im Jahr darauf belegte Foster in der BRDC Britische Formel-3-Meisterschaft ebenfalls den dritten Platz. Im Jahr 2022 gewann er die Indy Pro 2000-Meisterschaft. In den Jahren 2023 und 2024 fuhr Foster in der Indy NXT Nachwuchsserie für Andretti Global und entschied die Meisterschaft 2024 für sich. Für die IndyCar-Series 2025 und die folgenden Jahre unterschrieb Foster einen Vertrag beim Team Rahal Letterman Lanigan.

## Privat
Louis Foster ist der Sohn des ehemaligen Tourenwagenfahrers Nick Foster. Er besuchte das Lord Wandsworth College in Hook. Foster lebt seit 2023 in Indianapolis, USA.

## Einzelergebnisse IndyCar Series
| Jahr | Team | 1   | 2   | 3   | 4   | 5   | 6    | 7   | 8   | 9   | 10  | 11   | 12   | 13  | 14  | 15  | 16   | 17  | 18 | 19 | Punkte | Rang |
| ---- | ---- | --- | --- | --- | --- | --- | ---- | --- | --- | --- | --- | ---- | ---- | --- | --- | --- | ---- | --- | -- | -- | ------ | ---- |
| 2025 | RLL  | STP | TTC | LBH | ALA | IMS | INDY | DET | GAT | ROA | MDO | IOW1 | IOW2 | TOR | LAG | POR | MIL1 | NSH |    |    | 172    | 22.  |
| 2025 | RLL  | 27  | 24  | 16  | 26  | 11  | 12   | 22L | 26  | 11L | 14  | 14   | 14   | 21  | 17  |     |      |     |    |    | 172    | 22.  |

Legende